# Fußball-Landesklasse Thüringen 1948–1952
Die Fußball-Landesklasse Thüringen war eine von fünf anfangs obersten Fußball-Landesklassen auf dem Gebiet der Sowjetischen Besatzungszone und der Deutschen Demokratischen Republik. Sie wurde von 1948 bis 1952 ausgetragen und ermittelte den Fußballmeister des Landes Thüringen. Nach Einführung der DDR-Oberliga und der DDR-Liga war die Landesklasse ab der Saison 1950/51 nur noch drittklassig.

## Geschichte

### 1945/46 und 1946/47: Kreismeisterschaften
Bereits ab 1945 kam es zu einzelnen Meisterschaften auf kommunaler Ebene, die Austragung einer Zonenmeisterschaft wurde jedoch untersagt. In folgenden Gebieten in Thüringen wurden 1945/46 regionale Meisterschaften ausgespielt:
| Gebiet             | Kreismeister       |
| ------------------ | ------------------ |
| Stadt Altenburg    | SG Altenburg-Nord  |
| Stadt Erfurt       | SG Erfurt-West     |
| Stadt Ilmenau      | SG Ilmenau         |
| Stadt Jena         | SG Ernst-Abbe Jena |
| Kreis Nordhausen   | SG Nordhausen      |
| Kreis Südthüringen | SG Steinach        |
| Stadt Suhl         | SG Suhl            |
| Stadt Weimar       | SG Weimar-Ost      |

Für die Spielzeit 1946/47 gab es erneut keine oberste Spielklasse, es wurde stattdessen erneut in regionalen Kreisligen und Kreisklassen gespielt, ohne einen thüringischen Fußballmeister auszuspielen. Für diese Spielzeit sind folgende Kreismeister überliefert:
| Gebiet      | Kreismeister                |
| ----------- | --------------------------- |
| Altenburg   | SG Altenburg-Nord           |
| Erfurt      | SG Erfurt-West              |
| Gera        | SG Weida                    |
| Gotha       | SG Gotha                    |
| Langensalza | Volksmannschaft Langensalza |
| Nordhausen  | SG Nordhausen               |
| Suhl        | SG Suhl                     |
| Weimar      | SG Weimar-Ost               |

### 1947/48: Qualifikation zur Ostzonenmeisterschaft
Trotz Einführung der Fußball-Ostzonenmeisterschaft erfolgte der Spielbetrieb in der Saison 1947/48 weiterhin in regionalen Kreisligen bzw. Kreisklassen, eine Austragung einer Landesmeisterschaft erfolgte noch nicht. Die Tabellenführer der Kreisligen spielten in einer Endrunde zwei Teilnehmer an der Fußball-Ostzonenmeisterschaft 1948 aus.
| Kreisliga      | Meister                 |
| -------------- | ----------------------- |
| Altenburg      | SG Altenburg-Nord       |
| Arnstadt       | SG Gräfinau-Angstedt    |
| Eisenach       | SG Tiefenort            |
| Erfurt         | SG Erfurt-West          |
| Gera           | SG Weida                |
| Gotha          | SG Gotha                |
| Greiz          | SG Triebes              |
| Hildburghausen | SG Unterneubrunn        |
| Stadt Jena     | SG Ernst-Abbe Jena      |
| Langensalza    | SG Großengottern        |
| Meiningen      | SG Meiningen            |
| Mühlhausen     | SG Blau-Weiß Mühlhausen |

| Kreisliga     | Meister                 |
| ------------- | ----------------------- |
| Nordhausen    | SG Bleicherode          |
| Rudolstadt    | SG Bad Blankenburg      |
| Saalfeld      | SG Fichte Probstzella   |
| Schleiz       | SG Franken Wurzbach     |
| Schmalkalden  | SG Steinbach-Hallenberg |
| Sondershausen | SG Sondershausen        |
| Sonneberg     | SG Schalkau             |
| Suhl          | SG Suhl                 |
| Weimar        | SG Blau-Gold Apolda a   |
| Weißensee     | SG Sömmerda             |
| Worbis        | SG Uder                 |

#### Viertelfinale
| Datum        |                | Ergebnis  |                     | Ort      |
| ------------ | -------------- | --------- | ------------------- | -------- |
| 26. Mai 1948 | SG Erfurt-West | 2:1       | SG Ernst-Abbe Jena  | Weimar   |
| 26. Mai 1948 | SG Sömmerda    | 2:1       | SG Franken Wurzbach | Schleiz  |
| 26. Mai 1948 | SG Weimar-Ost  | 2:1 n. V. | SG Meiningen        | Erfurt   |
| 26. Mai 1948 | SG Suhl        | 2:0       | SG Altenburg-Nord   | Saalfeld |

#### Halbfinale
| Datum        |               | Ergebnis |                | Ort      |
| ------------ | ------------- | -------- | -------------- | -------- |
| 30. Mai 1948 | SG Sömmerda   | 2:0      | SG Erfurt-West | Arnstadt |
| 30. Mai 1948 | SG Weimar-Ost | 4:2      | SG Suhl        | Erfurt   |

Damit waren die SG Sömmerda und die SG Weimar-Ost für die Fußball-Ostzonenmeisterschaft 1948 qualifiziert. Sömmerda schied bereits in der Qualifikationsrunde nach einer 0:1-Niederlage gegen die SG Sportfreunde Burg aus. Weimar schaffte es bis ins Halbfinale, unterlag aber dem späteren Meister SG Planitz mit 0:5.

### Seit 1948/49: Landesklasse
Ab der Spielzeit 1948/49 erfolgte die Einführung der obersten Landesklasse. Die 24 stärksten Vereine der Vorsaison qualifizierten sich für diese Liga, welche in drei Staffeln ausgetragen wurde. Die Sieger der drei Staffeln trafen in einer Endrunde aufeinander und ermittelten den thüringischen Fußballmeister, welcher zusammen mit dem Vizemeister für die Fußball-Ostzonenmeisterschaft 1949 und für die im kommenden Jahr neu eingeführte oberste DDR-Oberliga qualifiziert war. Nachdem der Ostzonensport auf die Basis von Betriebssportgemeinschaften (BSG) umgestellt worden war, tauchten die meisten bisherigen SG in den kommenden Spielzeiten mit neuen Namen auf.
Ab der Saison 1949/50 war die Fußball-Landesklasse Thüringen nur noch zweitklassig. Sie wurde auf zwei Staffeln verkleinert, die beiden Staffelsieger ermittelten den thüringischen Meister. Die BSG KWU Weimar setzte sich im Finale gegen die SG Lauscha mit 1:0 durch, wurde thüringischer Meister und qualifizierte sich dadurch für die Aufstiegsrunde zur Fußball-Oberliga 1950/51, welche erfolgreich bestritten wurde. Lauscha und die beiden Staffelvizemeister BSG KWU Nordhausen und BSG Carl Zeiss Jena qualifizierten sich für die 1950 neu eingeführte zweitklassige DDR-Liga. Dadurch war die Fußball-Landesklasse ab 1950/51 drittklassig. Die Liga wurde auf eine Staffel mit 14 Mannschaften verkleinert. Die SG Volkspolizei Weimar gewann die Liga uns stieg in die Zweitklassigkeit auf. Auch 1951/52 wurde in einer Staffel mit 14 Mannschaften gespielt. Im Sommer 1952 wurden die Länder in der DDR liquidiert und an ihre Stelle 14 Bezirke eingeführt. Der DDR-Fußball musste sich der neuen Verwaltungsstruktur mit seinem Ligensystem anpassen. Die Landesligen wurden daher nach der Spielzeit 1951/52 aufgelöst und durch 14 Bezirksligen ersetzt. Anstelle der Fußball-Landesklasse Thüringen traten die Fußball-Bezirksliga Erfurt, die Fußball-Bezirksliga Gera, die Fußball-Bezirksliga Leipzig sowie die Fußball-Bezirksliga Suhl.

## Landesmeister
| Saison  | Landesmeister Thüringen          | Finalist / Zweitplatzierter   |
| ------- | -------------------------------- | ----------------------------- |
| 1948/49 | SG Fortuna Erfurt                | SG Altenburg-Nord             |
| 1949/50 | BSG KWU Weimar                   | SG Lauscha                    |
| 1950/51 | SG Volkspolizei Weimar           | BSG Fortschritt Neustadt/Orla |
| 1951/52 | BSG Aktivist Kaiseroda Tiefenort | BSG Einheit Sonneberg         |